# 呉銀行
株式会社呉銀行（くれぎんこう）は、1927年（昭和2年）4月、広島県呉市に設立された地方銀行で、広島銀行の前身行の一つである。
本項目では当行の前身である（旧）呉銀行（1906 - 27年）および呉商業銀行（ - しょうぎょうぎんこう / 1900 - 06年）についても併せて述べる。

## 沿革

### 呉商業銀行・（旧）呉銀行時代
呉銀行の前身である（株）呉商業銀行は、1899年（明治32年）11月1日、資本金100,000円、払込金25,00円をもって安芸郡和庄町（現・呉市）に設立され、翌1900年1月に開業した。1906年9月には「（株）呉銀行」と改称（商号変更）し（旧呉銀行）、この呉銀行と音戸銀行の合同で1927年（昭和2年）4月1日、新立合併による（新）呉銀行が呉市に本店をおき発足した。

### （新）呉銀行時代
（新）呉銀行は、1931年3月、（株）阿賀銀行を買収するなど経営を拡大し、1937年時点では県下に本店をおく5行の一つとなっていたが、戦時期の国・県による「一県一行」政策に基づき、同じく広島県下の（旧）芸備銀行・広島合同貯蓄銀行・備南銀行・三次銀行とともに（新）藝備銀行の新立に参加し、1945年5月1日の同行設立に際して解散した。当行の解散により呉市内に本店をおく銀行は消滅した。

### 年表
- 1899年（明治32年）11月1日：安芸郡和庄町に呉商業銀行が設立。
- 1900年（明治33年）1月5日：呉商業銀行の開業。
- 1906年（明治39年）9月15日：呉銀行と改称（商号変更）。
- 1927年（昭和2年）4月1日：呉銀行と音戸銀行の新立合併により（新）呉銀行が呉市に設立。
- 1931年（昭和7年）3月1日：阿賀銀行を買収。
- 1945年（昭和20年）
  - 4月25日：当行および（旧）芸備銀行・広島合同貯蓄銀行・備南銀行・三次銀行の5行合併による（新）芸備銀行の新立合併認可。
  - 5月1日：芸備銀行の新立合併・開業にともない解散。

## 当行に統合された銀行

### 音戸銀行
（株）音戸銀行（おんどぎんこう）は、愛媛県の（株）中山銀行（1898年3月3日設立、同年4月15日開業）が、広島県に転出して（株）工商銀行への改称（1907年3月29日）を経て、1909年7月22日に改称したものであり、本店は安芸郡音戸町（現・呉市）におかれた。

### 阿賀銀行
（株）阿賀銀行（あがぎんこう）は、1899年（明治32年）4月14日に大阪府に設立された（株）北河銀行が賀茂郡阿賀町（現・呉市）に本店を移し1909年3月4日に改称したものである。

## 店舗
呉市の本店は広島合同貯蓄銀行本店（のちの広島銀行銀山町支店）も手がけた地元建築家の豊田勉之（1891～1950）の設計によるものであったが、現存しない。